# Ján Bendík
Ján Bendík (* 12. Februar 1965 in Poprad) ist ein professioneller slowakischer Pokerspieler. Er gewann 2016 das Main Event der European Poker Tour.

## Persönliches
Bendík arbeitete vor seiner Pokerkarriere als Unternehmer. Er lebt gemeinsam mit seiner Frau und zwei Töchtern in Košice.

## Pokerkarriere
Bendík spielte bereits als Kind gerne Kartenspiele und begann später mit der Pokervariante Five Card Draw. Inzwischen spielt er am liebsten No Limit Hold’em.
Seine erste Geldplatzierung bei einem Live-Turnier erzielte Bendík Anfang Oktober 2005 in Wien. Anfang November 2006 belegte er bei einem Turnier der Master Classics of Poker in Amsterdam den zweiten Platz und erhielt ein Preisgeld von 97.000 Euro. Im Dezember 2010 kam Bendík beim Main Event der European Poker Tour an den Finaltisch und beendete das Turnier in Prag auf dem mit 100.000 Euro dotierten sechsten Platz. Mitte Oktober 2011 saß er erneut am Finaltisch des EPT-Main-Events und landete in Sanremo auf dem fünften Platz, der mit 170.000 Euro bezahlt wurde. Im Juni 2012 war Bendík erstmals bei der World Series of Poker im Rio All-Suite Hotel and Casino am Las Vegas Strip erfolgreich und kam bei einem Turnier in No Limit Hold’em in die Geldränge. Anfang Mai 2016 gewann er das Main Event der EPT in Monte-Carlo und sicherte sich eine Siegprämie von knapp einer Million Euro. Seitdem blieben größere Turniererfolge aus.
Insgesamt hat sich Bendík mit Poker bei Live-Turnieren mehr als 3,5 Millionen US-Dollar erspielt und ist damit der erfolgreichste slowakische Pokerspieler.